# Carlos Alberto de Pinho Moreira Azevedo
Carlos Alberto de Pinho Moreira Azevedo (* 4. September 1953 in Milheirós de Poiares, Portugal) ist ein römisch-katholischer Geistlicher und Kurienbischof im Vatikan.

## Leben
Der Bischof von Porto, António Ferreira Gomes, weihte ihn am 10. Juli 1977 zum Priester.
Papst Johannes Paul II. ernannte ihn am 4. Februar 2005 zum Titularbischof von Belali und Weihbischof in Lissabon. Die Bischofsweihe spendete ihm der Patriarch von Lissabon, José da Cruz Kardinal Policarpo, am 2. April desselben Jahres in der Catedral Sé Patriarcal; Mitkonsekratoren waren Armindo Lopes Coelho, Bischof von Porto, und João Miranda Teixeira, Weihbischof in Porto.
Papst Benedikt XVI. ernannte ihn am 11. November 2011 zum Delegaten des Päpstlichen Rates für die Kultur. Am 2. Juni 2015 berief ihn Papst Franziskus zum Mitglied der Päpstlichen Kommission für Sakrale Archäologie.
Am 3. Dezember 2022 ernannte ihn Papst Franziskus zum Delegaten des Päpstlichen Komitees für Geschichtswissenschaft.